# 三宅磐

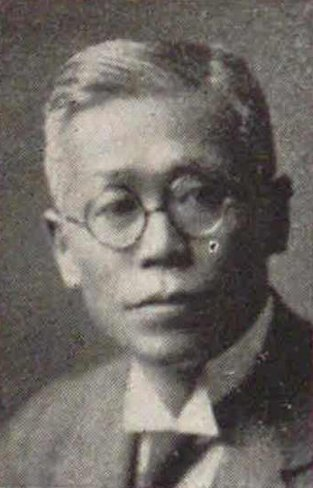
三宅磐

三宅 磐（みやけ いわお、1876年（明治9年）6月8日 - 1935年（昭和10年）5月23日）は、日本の衆議院議員（立憲民政党）。

## 経歴
岡山県岡山市出身。東京専門学校（現在の早稲田大学）英語政治科卒業。大阪朝日新聞記者、東京日日新聞記者を経て、1909年（明治42年）、横浜市市政顧問に就任。1910年（明治43年）に横浜貿易新報社を創設し、初代社長に就任した。大正期に横浜市会議員、神奈川県会議員を経て、1927年（昭和2年）の衆議院補欠選挙に出馬し、当選。以後、4回の当選回数を数えた。1932年（昭和7年）に発足した立憲民政党横浜支部の初代支部長に就任。党内では同じく新聞人出身の永井柳太郎と親しかった。斎藤内閣期の1932年以降、輸出生糸に対する販売統制問題が浮上すると、横浜の業界団体の意向を代表して議会で統制反対の主張を展開した。1934年（昭和9年）6月、健康上の理由から党横浜支部長を辞任。貴族院議員・平沼亮三に交代した後、翌年逝去した。

## 著作
- 『都市?』京華堂、1906年。
- 『都市の研究』実業之日本社、1908年。
- 『国民を盗む:金再禁止の非違』横浜貿易新報社、1932年。